# Pave Callistus 1.
Pave Callistus 1. (af græsk κάλλιστος [kállistos], superlativ af καλός [kalós] (= god) – et hyppigt navn på munke) – alternativt Calixtus 1. – var pave i fem år fra 217 til sin død i 222; begravet 14. oktober 222. Han var af romersk æt og opvokset i Trastevere. Hans far hed Domitius og tilhørte slægten gens Domitia.

## Baggrund
Callistus' samtidige og fjende, forfatteren af Philosophumena, der sandsynligvis var modpave Hippolytus, skriver, at Callistus oprindeligt var slave og sat til at lede en vekselérerforretning af sin herre, den romerske embedsmand Carpophorus, men på sådan en måde, at han blev dømt til trædemølle. Han havde mistet de penge, andre kristne havde indsat. Efter dette flygtede Callistus til Rom, men blev pågrebet nær Portus. Ifølge beretningen sprang Callistus over bord for at undgå pågribelsen, men blev reddet og sendt tilbage til sin herre. Nogle af kreditorerne fik ham frigivet, så han kunne skaffe nogle af pengene tilbage. Kort tid efter skal han have søgt ind i en synagoge, hvor han (måske i håb om at ende som martyr) forsøgte at låne eller inddrage gæld fra nogle jøder, så det endte i et slagsmål. Denne gang blev han dømt til piskning og straffearbejde i minerne på Sardinien. Omsider blev han løsladt sammen med flere andre kristne med hjælp fra Marcia, kejser Commodus' elskerinde. Hans helbred var så svagt, at hans kristne kammerater sendte ham til Antium for at komme sig, og han fik en pension af pave Viktor 1.
Callistus var den diakon, som pave Zefyrinus 1. overlod at etablere katakomberne langs Via Appia. Disse var fuldstændig glemt, indtil arkæologen Giovanni Battista de Rossi genopdagede dem i 1849. I 200-tallet blev ni romerske biskopper (som på den tid var identisk med paver) begravet i det, der nu benævnes Capella dei Papi.

## Pave
I 217 valgte menigheden ham til biskop med stort flertal. Hans valgsprog var: "Lad ukrudtet vokse med hveden! Dvs. lad også synderne blive i menigheden; den er som Noas ark, hvor der både var rene og urene dyr." Derfor tillod han kvinder af god familie at leve sammen med slaver og lavættede mænd, som en fornem kvinde ikke kunne gifte sig med, uden at tabe sin egen rang.
Da Callistus efterfulgte Zefyrinus som pave, indførte han den kendte praksis med tilgivelse for alle angrede synder, som Tertullian gik i rette med ham for. Hippolytus og Tertullian var især utilfredse med pavens tilladelse til altergang for de, der havde angret synder som mord, voldtægt og hor. I en apokryf anekdote i samlingen af kejserlige biografier, kaldet Historia Augustae, fortælles det, at kroejere havde afkrævet ham et sted, hvor Callistus havde ladet bygge et kapel; men kejseren besluttede, at dyrkelse af en hvilken som helst gud var bedre end en kro, så kapellet blev stående. Historien er grundlag for tidsfæstelsen af den oprindelige udgave af den nuværende Santa Maria in Trastevere i 800-tallet.
Den oprindelige basilika havde Callistus som skytshelgen sammen med pave Julius 1., og bygningen fra 300-tallet blev ombygget i 1100-tallet af pave Innocens 2. og i den forbindelse omdedikeret til den velsignede jomfru Maria. Chiesa de San Callisto fra 700-tallet ligger tæt herved og var i udgangspunktet en helligdom på det sted, hvor hans martyrium fandt sted. Dette bekræftes i Deposition Martyri fra 300-tallet og kan dermed regnes som historisk korrekt. Det er muligt, at Callistus gennemgik martyriet i 222, måske som følge af en folkelig opstand; men legenden om, at han blev smidt i en brønd, der godt nok stadig befinder sig i bygningen, er der ingen historisk belæg for.
Callistus æres som martyr i Todi i Italien den 14. august. Han blev begravet på Calepodius' kirkegård ved Via Aurelia, og årsdagen angives i Depositio Martirum fra 300-tallet og af efterfølgende martyrologier til 14. oktober, som også er hans navnedag. Hans levninger skal være overført til forgængeren til basilikaen Santa Maria in Trastevere i 800-tallet, og ligger under hovedalteret sammen med levningerne af pave Cornelius og martyren Skt. Calepodius.